# Polissongs
Albums de Henri Dès
Comme des géants
(2002) Gâteau
(2007)
Polissongs est un album de reprises d'Henri Dès, sorti en 2005.
Issu d'une idée de l'arrangeur français Jean-Marie Leau, dans le but de toucher également une audience adulte, l'album contient des morceaux qui reprennent l'instrumentation d'une chanson anglophone célèbre des années 1970. Il constitue ainsi une rupture par rapport aux albums précédents. Les chansons ne sont pas traduites mais adaptées : Henri Dès dit avoir travaillé pendant deux ans sur la similitude phonétique en s'inspirant de ce qu'avait fait Henri Salvador pour la chanson Shame, Shame, Shame de Shirley & Co, devenue J'aime tes genoux. La onzième chanson de l'album est une reprise rock de son titre La petite Charlotte.
Sur les 22 chansons qu'il avait initialement choisies, dont Rivers of Babylon de Boney M., Turn! Turn! Turn! des Byrds, Mellow Yellow de Donovan et In the Summertime de Mungo Jerry, Henri Dès essuie cependant de nombreux refus (11) auprès des éditeurs et ayants droit pour l'obtention des droits d'auteur,,,.
L'album est suivi d'une tournée avec un spectacle inspiré de ces nouvelles chansons.
Le titre Ma parole, « qui incite à découvrir les trésors cachés des livres », est diffusé trois fois par jour sur Option Musique pendant un mois.

## Liste des chansons
| #  | Titre                   | Morceau original                       | Description                                 |
| -- | ----------------------- | -------------------------------------- | ------------------------------------------- |
| 1  | Il faut que tu te laves | Born to Be Alive de Patrick Hernandez  |                                             |
| 2  | Ma parole               | Love is all de Roger Glover            |                                             |
| 3  | Oh oui je sais          | No Milk Today des Herman's Hermits     |                                             |
| 4  | Madeleine               | Barbara Ann de The Regents             |                                             |
| 5  | Musiquette              | Muss i denn de Friedrich Silcher       |                                             |
| 6  | Ça c'est rigolo         | Just a Gigolo                          | Une histoire de sirop et de moustache       |
| 7  | Cacahuètes grillées     | YMCA des Village People                | Une invitation à donner aux enfants démunis |
| 8  | Allô pépé               | Iko Iko (traditionnel)                 |                                             |
| 9  | Doux doux doux          | De Do Do Do, De Da Da Da de The Police |                                             |
| 10 | Fais des nattes         | Reggae Night de Jimmy Cliff            |                                             |
| 11 | Quand tu te moques      | I Started a Joke des Bee Gees          |                                             |
| 12 | La petite Charlotte     | NC                                     |                                             |